# みやび音羽
あまね るか（あまね るか、8月4日 - ）は、日本のニューハーフの元AV女優。

## 略歴
- 2015年、『AV解禁！みやび音羽 アナルと巨根に媚薬をタップリ塗り込まれ絶叫SEX』（僕たち男の娘）でAVデビュー[1]。
- 2015年8月7日、僕たち男の娘発足記念コラボのスナック☆アケミンvol.13でゆきのあかり、僕たち男の娘専属の橘芹那、とイベント出演する。
- AV OPEN 2015 のマニア・フェチ部門に『ザーメン漬けニューハーフ　みやび音羽』（僕たち男の娘）をノミネート。
- 2016年、『卒業 美しすぎるニューハーフ みやび音羽 ～10回射精すまで終われまてん～』（僕たち男の娘）でAV引退。

## 人物
- 前職はOLで、性別が男性のままでOLとして採用してくれる会社がなく、100社以上受けてようやく入った会社がいわゆるブラック企業だった[2]。
- 身長は166cmで、ヒールは12cm以下は履かない[2]。

## 出演作品

### アダルトビデオ
- AV解禁！みやび音羽 アナルと巨根に媚薬をタップリ塗り込まれ絶叫SEX（僕たち男の娘、2015年5月22日）
- ニューハーフOL 職場のイジメにフル勃起　みやび音羽（僕たち男の娘、2015年6月26日）
- オナ禁1ヶ月で全身性感帯になったニューハーフの馬並み発射！　みやび音羽（僕たち男の娘、2015年7月24日）
- 種つけ5本番！べちょ濡れケツマ●コ　みやび音羽（僕たち男の娘、2015年8月28日）
- ザーメン漬けニューハーフ　みやび音羽（僕たち男の娘、2015年9月1日）
- 野外陵辱なのにフル勃起してしまうワタシの恥ずかしいカラダ　みやび音羽（僕たち男の娘、2015年9月25日）
- 童貞喪失　みやび音羽（僕たち男の娘、2015年10月23日）
- 夢の共演！こう見えて僕たち男の娘 美人すぎるNHみやび音羽 カワイすぎるNH橘芹那（僕たち男の娘、2015年11月27日）
- 初解禁！美人ニューハーフ 緊縛快楽調教　みやび音羽（僕たち男の娘、2015年11月27日）
- 超美人ニューハーフ ペニクリど寸止め　みやび音羽（僕たち男の娘、2015年12月25日）
- 卒業 美しすぎるニューハーフ みやび音羽 ～10回射精すまで終われまてん～（僕たち男の娘、2016年1月22日）
- 僕たち男の娘 1周年記念 8時間 BEST（僕たち男の娘、2016年6月10日）
- 僕たち男の娘 1周年記念 美しすぎる男の娘たちの発射噴射20連発（僕たち男の娘、2016年8月12日）